# Friedrich-Wilhelm-Lübke-Koog
Friedrich-Wilhelm-Lübke-Koog es un municipio situado en el distrito de Frisia Septentrional, en el estado federado de Schleswig-Holstein (Alemania), con una población a finales de 2016 de unos 166 habitantes.
Se encuentra ubicado al noroeste del estado, cerca de la costa del mar del Norte y de la frontera con Dinamarca.
Su nombre homenajea al político Friedrich Wilhelm Lübke. 